# Brachylepadomorpha
Sous-ordre
Les Brachylepadomorpha est un sous-ordre de crustacés cirripèdes.
Tous les membres de ce sous-ordre sont fossiles, sauf Neobrachylepas relica.

## Liste des familles
Selon World Register of Marine Species (12 décembre 2017) :
- Neobrachylepadidae Newman & Yamaguchi, 1995
- † Brachylepadidae Woodward, 1901